# Фридрих Лудвиг Хуберт (Валдек-Пирмонт)
Фридрих Лудвиг Хуберт фон Валдек-Пирмонт (на немски: Friedrich Ludwig Hubert Prinz zu Waldeck und Pyrmont) е принц от Валдек-Пирмонт и граф на Валдек.

## Биография
Роден е на 3 ноември 1790 година в Аролзен. Той е третият син на княз Георг I фон Валдек-Пирмонт (1747 – 1813) и съпругата му принцеса Августа фон Шварцбург-Зондерсхаузен (1768 – 1849), дъщеря на княз Август II фон Шварцбург-Зондерсхаузен (1738 – 1806) и принцеса Кристина фон Анхалт-Бернбург (1746 – 1823).
По-големият му брат Георг II Фридрих Хайнрих (1789 – 1845) е княз на Валдек-Пирмонт (1813 – 1845).
Фридрих фон Валдек умира на 37 години на 1 февруари 1828 година в Ландау, днес част от Бад Аролзен.

## Фамилия
Фридрих фон Валдек се жени на 21 юли 1816 г. в Бон за Урсула Поле (* 19 септември 1790, Бон; † 17 януари 1861, Аролзен), дъщеря на Конрад Поле. Тя е издигната на „графиня фон Валдек“ на 31 юли 1843 г. Те имат четири деца, които имат титлата граф/графиня фон Валдек:
- дъщеря (* 8 април 1818, Ландау; † 11 април 1818, Ландау)
- Мария (* 1 август 1819, Ландау; † 11 ноември 1898, Визбаден), омъжена в Берлин на 5 август 1859 г. за д-р Фридрих Драке (* 23 юни 1805, Пирмонт; † април 1882)
- Фридрих фон Валдек (* 1 май 1822, Ландау; † 28 юни 1885, Тисцароф, Унгария), граф на Валдек, женен I. в Будапеща на 18 януари 1844 г. за графиня Корнелия Бетлен де Бетлен (* 28 март 1823; † 9 януари 1865), II. в Тисцароф на 3 август 1875 г. за Августа Фезенбек (* 21 юли 1841, Кюрнбах, Баден; † 8 октомври 1895, Дармщат); има един син и шест дъщери от първия брак и една дъщеря от втория брак
- Густав фон Валдек (* 2 ноември 1825, Ландау; † 17 март 1892, Грац), граф на Валдек, женен в Ломниц до Хиршберг, Силезия, на 15 юни 1863 г. за Мария фон Кюстер (* 14 юни 1832, Берлин; † 29 юни 1893, Грац); има един син